# Хоменць
Хоменць (пол. Chomęc) — село в Польщі, у гміні Семьонтково Журомінського повіту Мазовецького воєводства.
Населення — 36 осіб (2011).
У 1975-1998 роках село належало до Цехановського воєводства.

## Демографія
Демографічна структура станом на 31 березня 2011 року:
|          | Загалом | Допрацездатний вік | Працездатний вік | Постпрацездатний вік |
| -------- | ------- | ------------------ | ---------------- | -------------------- |
| Чоловіки | 16      | 2                  | 11               | 3                    |
| Жінки    | 20      | 4                  | 9                | 7                    |
| Разом    | 36      | 6                  | 20               | 10                   |